# Santa Cruz da Graciosa
Santa Cruz da Graciosa ('sɐ̃tɐ kɾuʃ dɐ gɾɐsi'ɔzɐ) è un comune portoghese di 4 393 abitanti (2011) situato nella regione autonoma delle Azzorre.

## Società

### Evoluzione demografica
| Popolazione di Santa Cruz da Graciosa (1849 – 2004) | Popolazione di Santa Cruz da Graciosa (1849 – 2004) | Popolazione di Santa Cruz da Graciosa (1849 – 2004) | Popolazione di Santa Cruz da Graciosa (1849 – 2004) | Popolazione di Santa Cruz da Graciosa (1849 – 2004) | Popolazione di Santa Cruz da Graciosa (1849 – 2004) | Popolazione di Santa Cruz da Graciosa (1849 – 2004) | Popolazione di Santa Cruz da Graciosa (1849 – 2004) | Popolazione di Santa Cruz da Graciosa (1849 – 2004) |
| --------------------------------------------------- | --------------------------------------------------- | --------------------------------------------------- | --------------------------------------------------- | --------------------------------------------------- | --------------------------------------------------- | --------------------------------------------------- | --------------------------------------------------- | --------------------------------------------------- |
| 1849                                                | 1900                                                | 1930                                                | 1960                                                | 1981                                                | 1991                                                | 2001                                                | 2004                                                | 2011                                                |
| 5349                                                | 8359                                                | 8470                                                | 8669                                                | 5377                                                | 5189                                                | 4780                                                | 4777                                                | 4393                                                |

## Freguesias
- Guadalupe
- Luz
- Praia (o São Mateus)
- Santa Cruz da Graciosa